# Tiburon (ort i Haiti, Sud, lat 18,33, long -74,40)
Tiburon är en ort i Haiti.   Den ligger i departementet Sud, i den västra delen av landet, 220 km väster om huvudstaden Port-au-Prince. Tiburon ligger 12 meter över havet och antalet invånare är 3 054.
Terrängen runt Tiburon är kuperad åt nordost, men söderut är den platt. Havet är nära Tiburon åt sydväst.  Närmaste större samhälle är Les Anglais, 18,7 km öster om Tiburon. 